# The Desert Rats
The Desert Rats (bra: Ratos do Deserto) é um filme estadunidense de 1953 do gênero guerra, dirigido por Robert Wise. O filme conta a resistência de tropas aliadas em Tobruk durante a II Guerra Mundial, com o ator James Mason retornando ao papel do Marechal Erwin Rommel, que havia interpretado em filme de 1951.

## Elenco Principal
- Richard Burton...Tammy MacRoberts
- James Mason...Marechal Erwin Rommel
- Robert Newton...Tom Bartlet
- Robert Douglas...General
- Torin Tatcher
- Chips Rafferty